# Evangelische Akademikerschaft in Deutschland
Die Evangelische Akademikerschaft in Deutschland e. V. ist ein Zusammenschluss von Christen. Unter dem Motto glauben, denken, handeln engagiert sich der Verband in der Bildungs- und Hochschularbeit, in sozialen und kirchlichen Projekten und als gesellschaftspolitische Kraft.

## Tätigkeit
Ziel des Verbandes ist es, die Orientierung an der biblischen Botschaft und christlichen Wertmaßstäben mit kritischer, weltoffener Reflexion und Engagement für Frieden, Gerechtigkeit und Bewahrung der Schöpfung zu verbinden. 
Jährlich führt die Evangelische Akademikerschaft Tagungen, Reisen und Einzelveranstaltungen durch. Vier Mal im Jahr gibt der Verband die Zeitschrift evangelische aspekte heraus, die sich jeweils mit einem  Schwerpunktthema befasst. Bei den Evangelischen Hochschuldialogen werden wissenschaftliche und gesellschaftsrelevante Themen durch interdisziplinär besetzte Podien mit Grundaussagen des christlichen Glaubens konfrontiert. Hochschuldialoge folgen dabei dem Vorbild klassischer Symposien, Thesen und Gegenthesen werden vorgetragen, denen sich eine allgemeine Diskussion mit neutraler Moderation anschließt. Die Ergebnisse werden in der Reihe Evangelische Hochschuldialoge veröffentlicht.

## Organisation
Der eingetragene Verein existiert seit 1954 und ist bundesweit aktiv. Die Aufgaben werden arbeitsteilig vom Bundesverband und von zwölf Landesverbänden wahrgenommen. Für einzelne Projekte und Aufgabenbereiche gibt es Arbeitskreise mit Mitgliedern aus verschiedenen Landesverbänden (zum Beispiel Arbeitskreis „Hochschularbeit“, Arbeitskreis „Gerechtigkeit“, Arbeitskreis „Kirchen öffnen und erhalten“). Finanziert wird die Arbeit der Evangelischen Akademikerschaft v. a. aus Mitgliedsbeiträgen.

## Geschichte
Ihre Vorgängerorganisation ist die Altfreundeschaft der Deutschen Christlichen Studenten-Vereinigung (DCSV). Diese wurde 1895 gegründet und im Jahre 1900 bildete sich die Vereinigung der „Altfreunde“ der DCSV (gedacht nach dem damals gängigen Gesellschaftsmuster einer Altherrenschaft). 1905 entstand die DCVSF, die Deutsche Christliche Vereinigung Studierender Frauen, 1931 umbenannt in DCSB, Deutsche Christliche Studentinnen-Bewegung. Beide Studenten-Organisationen wurden 1938 durch die Gestapo verboten und aufgelöst. 
Nach dem Zweiten Weltkrieg wurde am 10. August 1947 als Wiederaufnahme der Arbeit der Altfreundeschaft der DCSV die Altfreundeschaft der Evangelischen Studentengemeinde in Deutschland gegründet. Bei der Vertreterversammlung dieser Altfreundeschaft 1954 in Mülheim wurde das Paradigma des Altherrenverbandes allerdings aufgegeben und beschlossen, die „Altfreundeschaft“ zu einem selbständig in sich stehenden Partner der Studentengemeinden zu machen. In diesem Sinne wurde die Evangelische Akademikerschaft in Deutschland gegründet.